# Temple d'Atena (Siracusa)
El Temple d'Atena era un antic temple grec dedicat a la dea Atena a Siracusa, Sicília. Estava situat a l'illa d'Ortígia i es va construir cap al 470 abans de la nostra era. En l'actualitat, les restes del temple formen part de la Catedral de Siracusa.

## Història

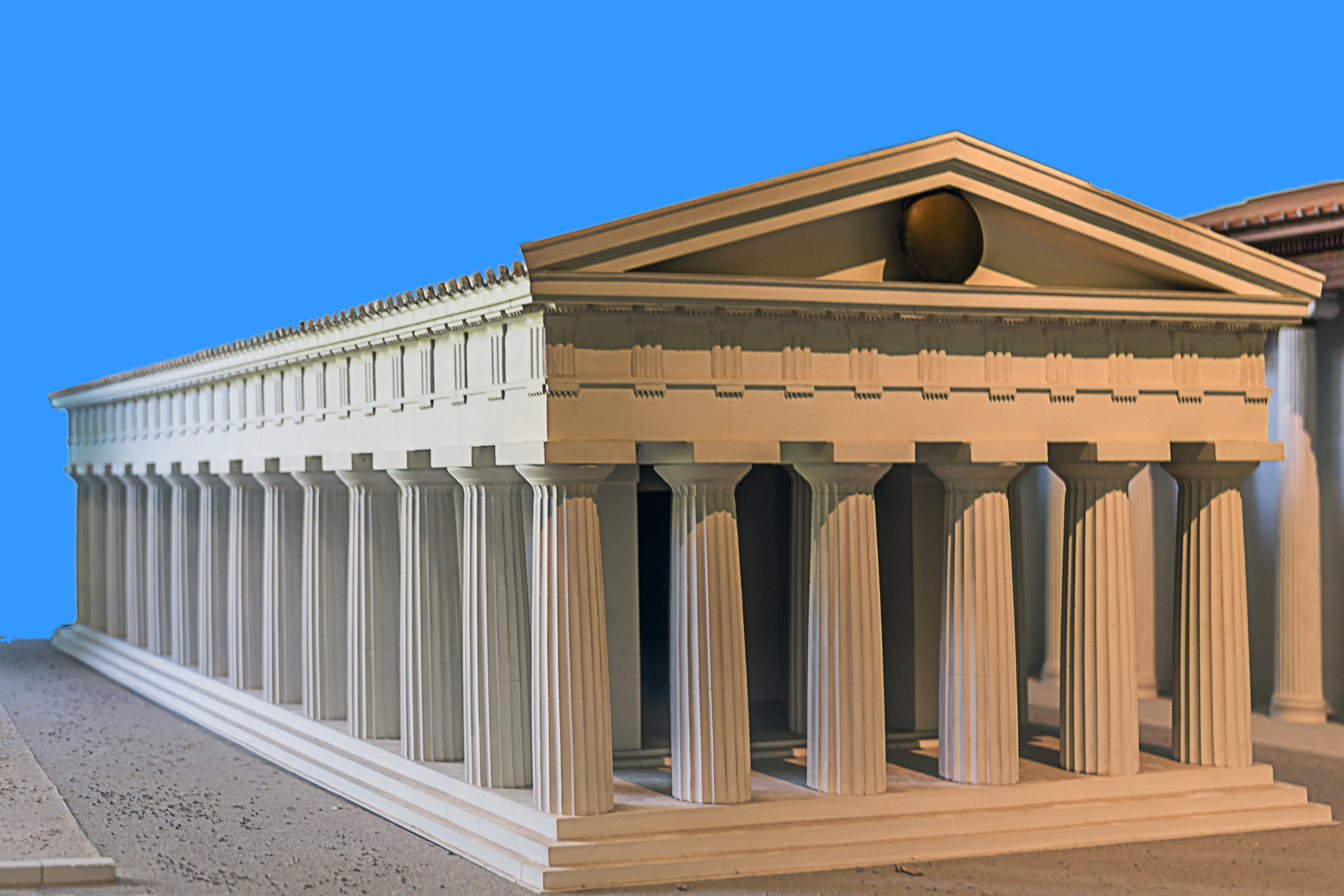
Maqueta del temple en el Museu Arqueològic de Siracusa

Fou construït a principis del període clàssic, al voltant del 470 ae, segurament per a commemorar la victòria de Geló sobre els cartaginesos en la batalla d'Hímera, en el 480 ae. S'acabà probablement pel germà de GelóI, Hieró I. El temple s'assemblava molt al Temple de la Victòria de la mateixa Hímera, alçat per a commemorar la mateixa victòria militar. Per això aquests temples es denominen bessons arquitectònics. És possible que el Temple d'Hímera fos el més antic dels dos i precursor del temple de Siracusa.

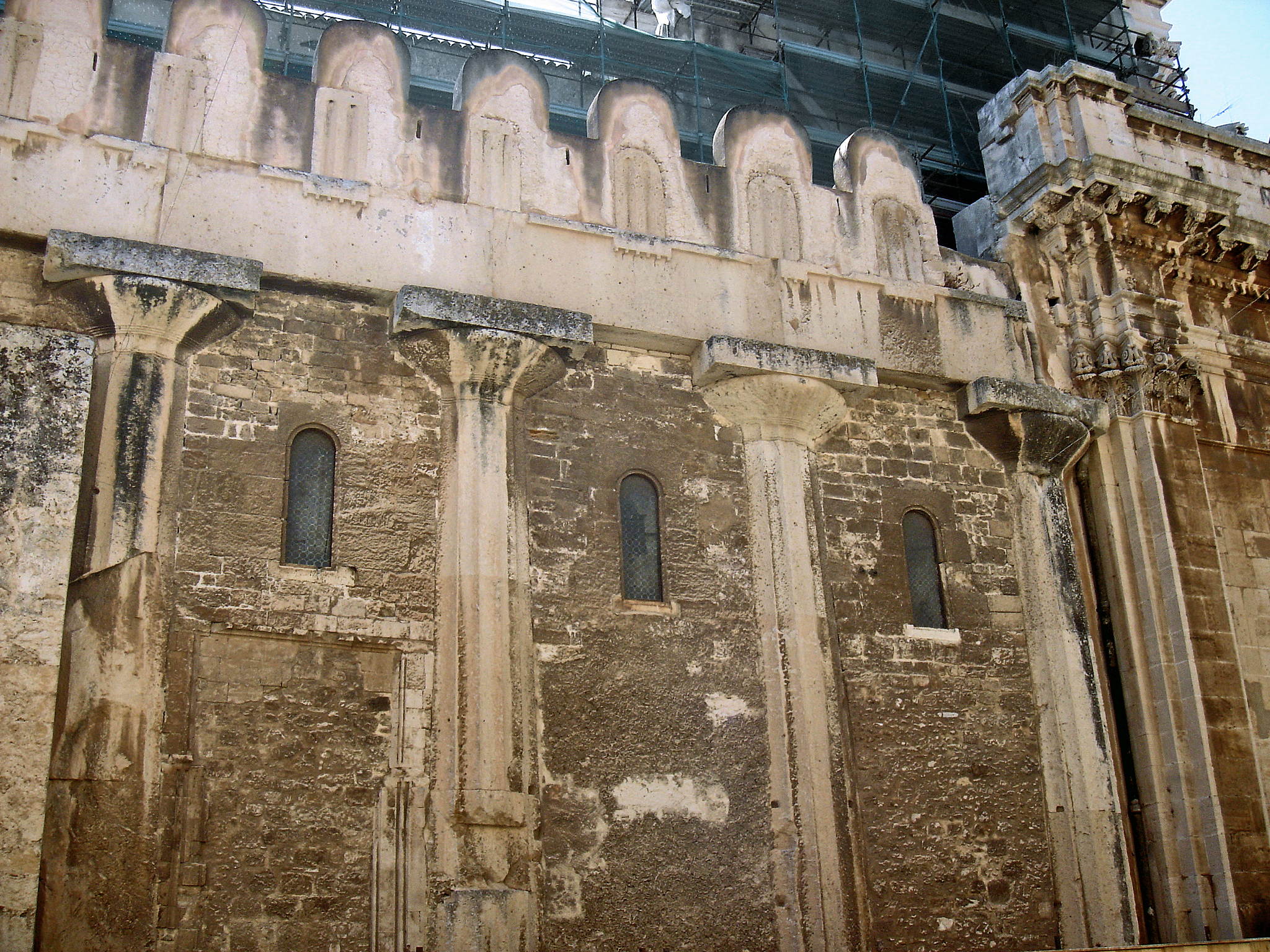
Columnes del peristil del temple al mur exterior de la Catedral de Siracusa

Marc Claudi Marcel va salvar el temple després que Roma conquistàs la ciutat al 212 abans de la nostra era. Gai Verres, però, en saquejà els tresors artístics.
A principis de l'edat mitjana, el temple esdevingué església. En el segle vii es transformà en catedral, i les restes s'han reconstruït al llarg dels segles en l'actual Catedral de Siracusa, Santa Maria delle Colonne. Les restes del temple es van restaurar el 1927 eliminant estructures afegides i guix per a mostrar millor les parts gregues.

## Descripció
Era a la part meridional de l'illa d'Ortígia, immediatament al sud del Temple d'Àrtemis, l'anomenat Temple Jònic, paral·lel a aquest. Es va construir en una zona de santuaris, que també contenia estructures de santuaris anteriors, altars i templets datats del 500 abans de la nostra era.
El temple era d'estil dòric plenament desenvolupat. L'estilòbat tenia uns 22 m × 55 m, amb sis columnes als costats curts i catorze als llargs. A dins hi havia un pronaos, una naos i un opistòdom. L'entrada pel pronaos es realitzava per l'extrem oriental. Tant el pronaos com el opistòdom tenien davant les típiques dues columnes (dístilo in antis). La grandària de la naos era d'uns 12,5 m × 42 m. El temple es va construir amb pedra calcària local i marbre importat de Grècia.

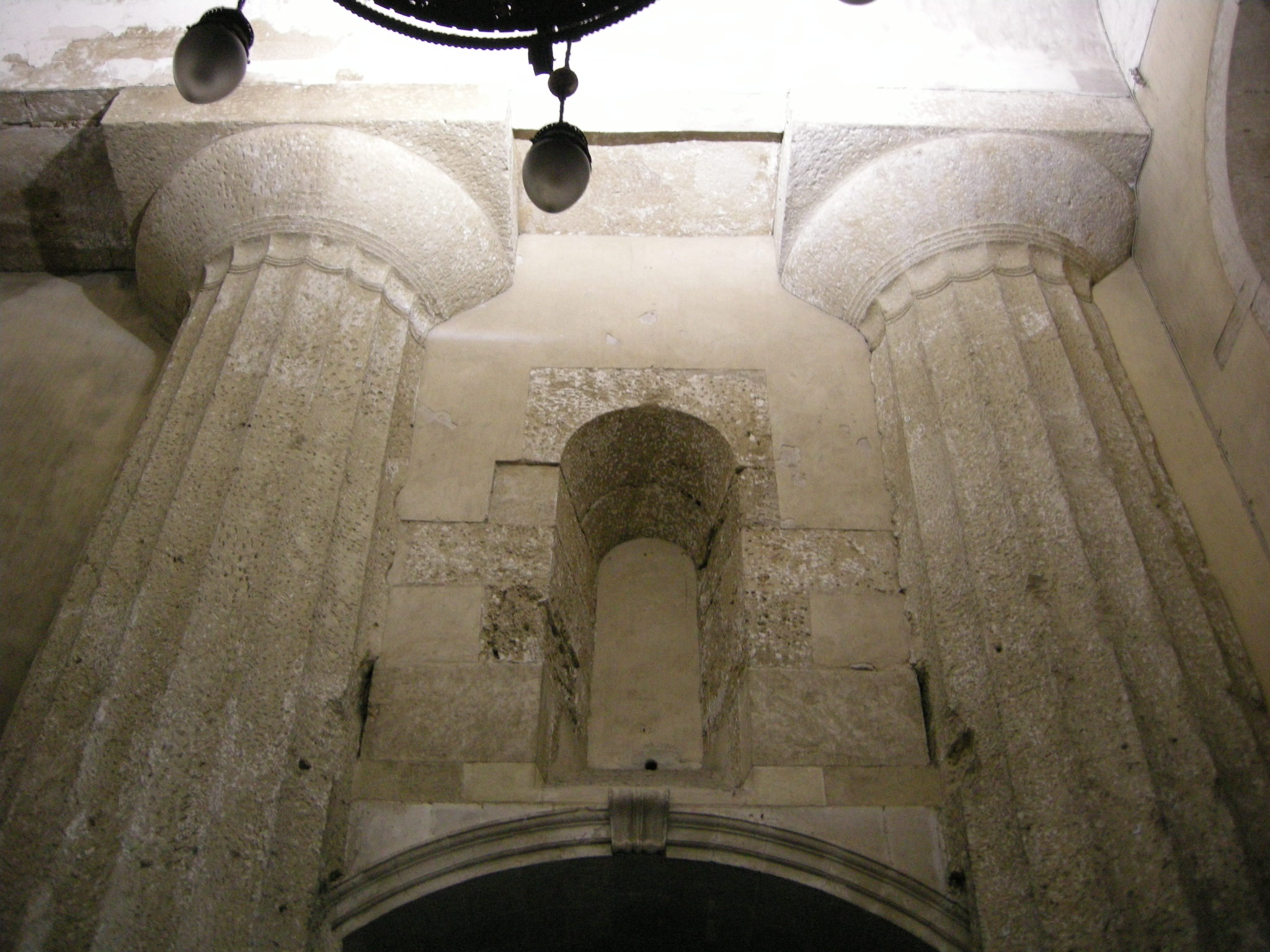
Els brancals del temple

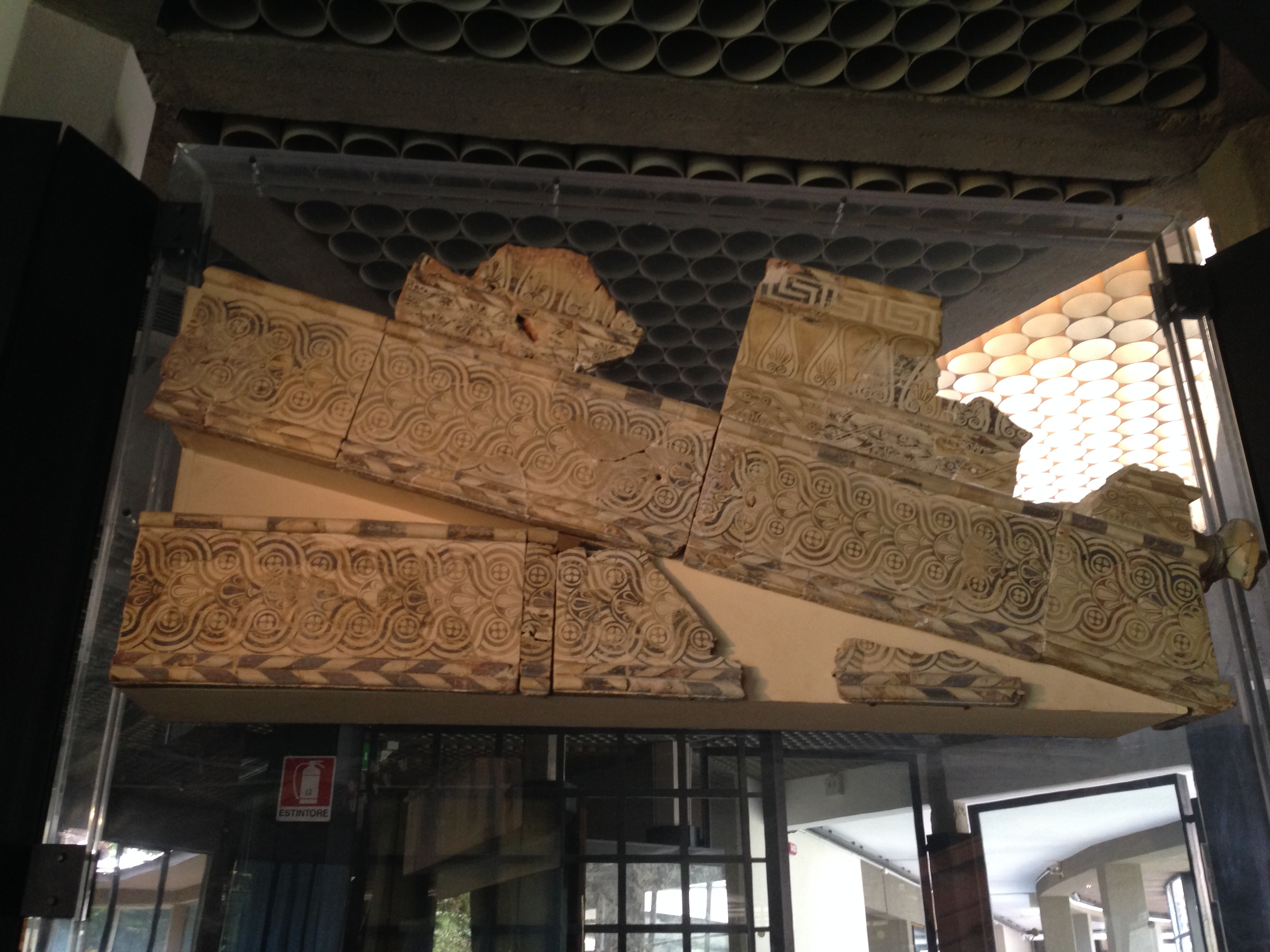
Restes de la decoració del frontó

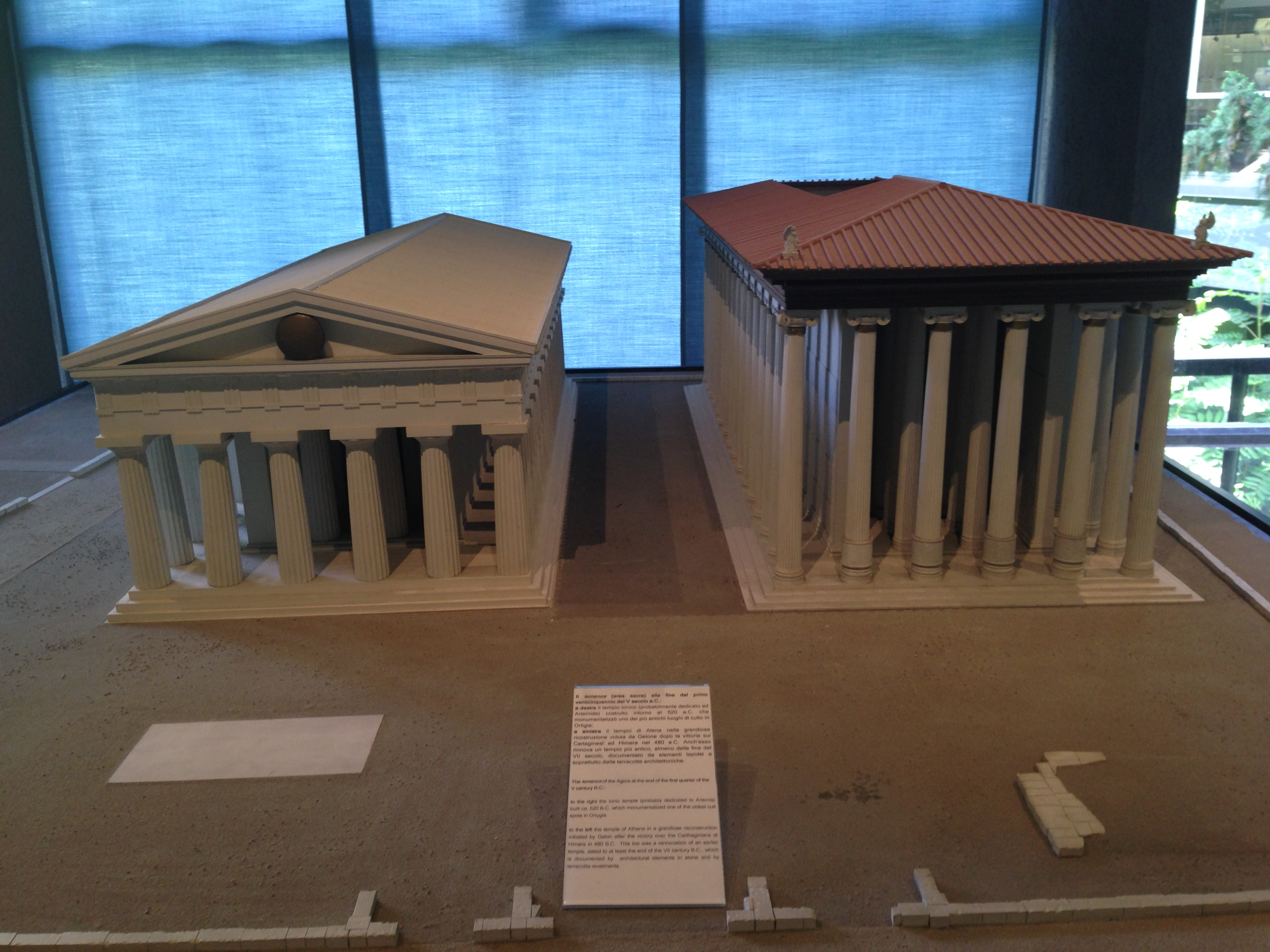
Reconstrucció de la disposició del Temple d'Atena i del d'Àrtemis

Era el més ricament decorat de tota Sicília. Segons Ciceró, les portes n'eren d'or i vori. L'interior estava decorat amb pintures que representaven batalles, entre d'altres. A la teulada o al frontó hi havia un escut (o potser tota una estàtua d'Atena amb escuts), que servia de punt de referència per als mariners que s'acostaven o eixien del port.
Quan el temple esdevingué catedral, se'n feren molts canvis en les estructures. L'espai entre columnes es tapià i es construïren portes arquejades a les parets del naos. Es col·locà un altar en lloc de l'entrada a la banda est i es feu una nova entrada a l'extrem oest. Com a part de l'actual catedral, encara conserva les columnes dels costats llargs del peristil, tant a dins de l'església com al mur exterior, així com parts de l'entaulament i de les estructures del naos. Els extrems del temple, en canvi, han estat destruïts.